# 斯特勒火山
58°25′47″N 154°23′29″W / 58.42972°N 154.39139°W
斯特勒火山是美國的火山，位於卡特邁國家公園和自然保護區，由阿拉斯加州負責管轄，屬於阿留申山脈的一部分，海拔高度2,272米。

## 外部連結
- Mount Steller on Topozone （页面存档备份，存于） (Note that the mountain name is misspelled "Stellar" on this map.)